# Карфидов Лаб
«Карфидов Лаб» — конструкторское бюро по инженерному дизайну и разработке технологических продуктов и их прототипов. Компания работает преимущественно в сферах приборостроения, робототехники, медицины и транспорта.
В ходе работы были разработаны и отмечены прессой такие вещи как: корпус факела для зимней олимпиады 2014 г., шлем виртуальной реальности, экзоскелет, аппарат для исследований воздействия кислоты, подводный «беспилотник», мобильный электрогенератор.

## История компании
«Карфидов Лаб» был образован в 2010 году в виде неофициального студенческого движения в НИТУ «МИСиС». С момента основания «Карфидов Лаб» участвует в разработке промышленных и научных проектов института, дважды занимает призовые места на олимпиаде CAD-OLYMP.
В апреле 2014 г. компания «Карфидов Лаб» была официально зарегистрирована, в сентябре 2015-го — получила статус центра коллективного пользования «Сколково». В марте 2016 г. компания открыла отдельное представительство в Екатеринбурге. Основное направление уральского офиса — разработка и оцифровка конструкторской документации по ЕСКД. В 2017 г. годовой оборот «Карфидов Лаб» составил 50 млн рублей. В 2018-м компания открыла филиал в Санкт-Петербурге и Gear сorporation — дочернее предприятие в США.

## Проекты
Среди разработок «Карфидов Лаб» стенд для испытаний печатных плат «умных браслетов» , кофемашина для автомобиля(которая так и не была сделана, но мы[кто?] все равно преподносим этот проект как завершенный), и корпус 3d-принтера для печати армированными пластиками.
Также компания участвует в создании изделий двойного назначения, в частности осуществляет: разработку кабельного соединителя для военной техники, дизайн корпуса радиолокационного антенного блока для флота  и проектирование промышленного экзоскелета.
Инженеры «Карфидов Лаб» оптимизировали существующие и разработали новые спортивные снаряды для полосы препятствий АНО «Гонка Героев», сотрудничали с компанией «Когнитивные технологии» в проекте по разработке автоматического грузовика.
| Медицинские технологии                       | - X-LUCH – Оборудование для лучевой терапии онкологических заболеваний - Брахиум – Комплекс высокодозной брахитерапии - Проскан – Передовая дозиметрическая система для точной радиотерапии - КомарикПро – Инновационный автоинжектор для безопасных инъекций в домашних условиях - Медицинское диагностическое устройство – Для интерпретации различных типов лабораторных анализов - Корпус плазменного стерилизатора – Универсальный функциональный прототип - Компьютерный томограф – Разработка концепции - Цифровой биометрический шлюз – Для бесконтактного биометрического сканирования                                                                           |
| Робототехника и умные устройства             | - Робот-мойщик окон – Для высотных стеклянных зданий - Логистический робот для Сбера – Курьер для офисного использования - ExoChair – Экзоскелет для снижения усталости - Braillepad – Устройство связи для слепо-глухих пользователей - PEEP – Следующее поколение селфи-гаджетов в мобильном формате - Умный диспенсер воды Watwell – Интеллектуальная система гидратации |
| Умный город и IoT                            | - Система умного освещения для Санкт-Петербурга – Для повышения безопасности пешеходов - Система противопожарной сигнализации – Для жилых и коммерческих объектов - Умный очиститель воздуха – Часть экосистемы умного дома - Радиорелейное устройство – Устройство связи Wi-Fi для умного дома - Умная сушилка для обуви – Продукт для казахстанского рынка - Почтовый ящик «Телепорт» – Бесконтактные ячейки с QR-кодами |
| Аэрокосмос и дроны                           | - Система запуска дронов (пневматическая пушка) – Для БПЛА - Система зарядки дронов – Со сферическими контактными терминалами |
| Промышленное оборудование и производство     | - Установка термической резки – Для тяжёлой промышленности - 3D-принтер (селективное лазерное плавление) – Печать по металлу высокого уровня - Универсальный 3D-принтер – С интуитивно понятным интерфейсом - Бюджетный 3D-принтер – Доступный и функциональный - Макеты горнодобывающего оборудования (УГГУ) – Образовательные прототипы - Крепление для станции биометрической идентификации – Прецизионное крепёжное устройство - SLM 3D-принтер Composer A4 – Участвовал в крупных выставках 3D-технологий - Гальваноэлемент на алюминиево-воздушной основе – С функцией самоподогрева - Гидропонная установка GreenBar – Инновация для домашнего сельского хозяйства |
| Промышленный дизайн и потребительские товары | - Гитарное тремоло – Изготовлено с использованием гибридных технологий - Шлем Nimble – Визуализация мимики 3D-персонажей - Концепт кроссовок – Перезаряжаемая обувь со съёмным пауэрбанком - Беспроводная кофемашина – Портативность за счёт аккумулятора - Дизайн джойстика – От видеоигр до управления летательными аппаратами - Ложки Победы – Сувенир к чемпионату мира по футболу 2018 - Олимпийский факел – Разработан для Олимпийских игр в Сочи 2014 |